# Vimovets
Vimovets - Вимовец (rus) és un possiólok del krai de Krasnodar, a Rússia. Es troba al nord de la vora dreta del riu Kuban. És a 19 km al nord-est d'Ust-Labinsk i a 77 km al nord-est de Krasnodar.
Pertany a aquest possiólok la vila d'Iujni.